# 孫從龍
孫從龍（1533年—1595年），字化光，號质庵，直隸蘇州府吳江縣民籍，浙江平湖縣人，明朝政治人物。

## 生平
嘉靖三十四年（1555年）乙卯科應天府鄉試第一百十八名舉人。隆慶二年（1568年）中式戊辰科會試第八十二名，三甲第一百六十二名進士。授行人，历官刑部主事，萬曆九年（1581年）十月往广西恤刑，出为江西广信府知府，十六年十月升江西副使。

## 家族
曾祖孫琰；祖父孫模；父孫霆，母皇甫氏；繼母胡氏。慈侍下。弟從周、從道。